# チッピング・カムデン
チッピング・カムデン(Chipping Campden)はイングランド・グロスターシャー州のコッツウォルズにある小さなマーケットタウン。ハイストリートには14世紀から17世紀のエレガントなテラスのある建物が未だに保存されており、その美しさから毎年多くの観光客を集めている。（チッピングは、古英語の cēpingから由来し、「市場」、「市の立つ場所」の意味である。同様の由来の地名には、チッピング・ノートン、チッピング・サドベリー、チッピング・ウェイコムがある。チッピング・ウェイコムは、現在ではハイ・ウェイコムの名に変わった。）
中世には羊毛取引の中心地として栄えたチッピング・カムデンは、裕福な羊毛商人たちの支援を受けて大いに栄えた。詳細は、羊毛教会（ en:wool church）を参照のこと。今日では、パブやホテル、レストランで、コッツウォルズ観光の人気の町になっている。
ハイストリートには、コッツウォルズストーンの名で知られるこの地方の特産の蜂蜜色の石灰岩で造られた建物が並び、素晴らしいこの土地特有の建物が売りである。この通りの中程に立つのが、1627年に建てられた豪華なマーケットホールである。

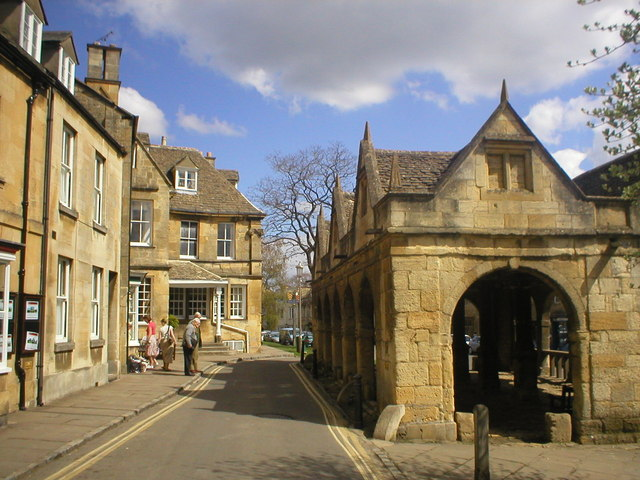
1627年に建てられた古いマーケットホール

その他の観光のポイントとしては、およそ1,500年頃のものとされる中世の祭壇や1,400年頃の司祭の祭服（コープ）のあるセント・ジェームズ教会、地元の裕福な羊毛商人だったサー・バプティスト・ヒックスと彼の家族の広大で贅沢な17世紀のモニュメントともいうべき、救貧院と羊毛仲買人ホールがある。教会の近くの裁判所の建物は、今日では近在の豊かなアーツ・アンド・クラフツ運動の輝かしい歴史を展示する博物館に成っている。（以下を参照のこと。）
ヒックスは、イングランド内戦 の最中に議会派の手に落ちることを恐れて、火をかけて焼失させられたキャムデンハウスの持ち主でも合った。今でもなおヒックス家の財産として残っているのは、二つのゲートハウス、二つのジャコバン様式のバンクェッティングハウス、これらはランドマーク・トラストによって復元されているが、それとレディ・ユリアナの門である。ヒックスの子孫は、その敷地に隣接したコートハウスに今も住んでいる。
また二つの有名で、しかも歴史的な庭園がある。一つは、ナショナル・トラストが所有し管理しているヒドコート・マナー・ガーデンで、もうひとつは個人の所有であるが、一般に公開されているキフツゲート・ガーデンである。
西に2マイルほど行くと、セイントベリーの近くのウェストンパークの敷地内には、城の土塁の跡と外壁が残っている。
この町は、1612年から自分たちのオリンピックゲームを開催してきた。2012年ロンドンオリンピックの際には、聖火リレーが2012年7月1日チッピング・カムデンの町を通過した。

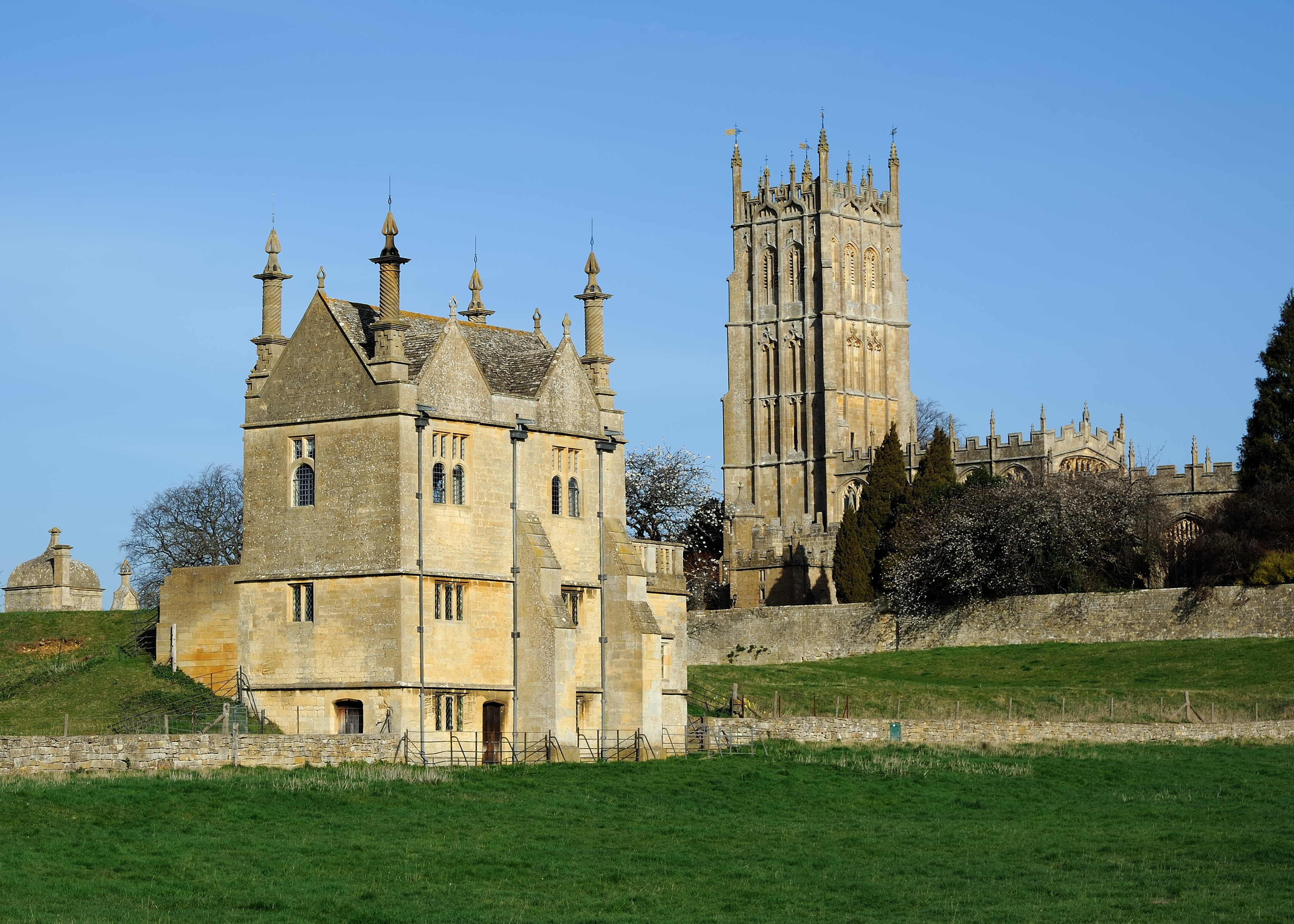
チッピング・カムデンのイースト・バンクェッティングハウスとセントジェームス教会

## コッツウォールド・ゲームズ
17世紀の初頭から、この町では、田舎のスポーツの競技会が行われてきた。ロバート・ドーバーが、この競技会をコッツウォールド・オリンピックゲームズというかたちに変えた。このオリンピックは、毎年、春の後半の連休が終わった後、（通常、5月末か6月初め）の夏の金曜日の午後、チッビング・カムデンの近くのドーバーの丘（ロバート・ドーバーの所有地だったところ）で開催された。この競技会の名物は、足のすねの蹴り合いである。干し草をスボンのすねの部分に詰め込み、上半身で互いに組み合って相手のすねをける。地面に膝がついたら負である。その他には綱引き、障害物競走などが行われた。
競技会の終わりには、巨大な焚き火や花火が打ち上げられたりする。その後町まで松明を手に持って行進し、広場で地元のバンドの演奏に合わせて踊りまわる。翌日は、スキャトルブルック・ウェイク(The Scuttlebrook Wake)という名前の、仮装行列や子どもたちのパレードがある。地元の有力者たちが昔ながらの衣装に身を包み、女王につき従い、女王には4人のお付と小姓が後に続く。これらは飾り立てられた山車に乗って、モリスダンスを踊る男たちに付き添われて町の中心まで練り歩く。その後、表彰式やメイポールの展示、二つの小学校の子どもたちのカントリーダンス、モリスダンスなどが行われる。それが終わると、催し物会場は、町の中心部のレイボーンに移る。救貧院にお祭り会場のステージが設けられ、催しは深夜まで続く。

## アーツ・アンド・クラフツ
20世紀初頭、チャールズ・ロバート・アシュビー（en:Charles Robert Ashbee）が1902年ロンドンのイーストエンドから、彼のハンドクラフトの学校とそのギルドの仲間たちと一緒に移ってきて以来、この町は、コッツウォールド・アーツ・アンド・クラフツ運動の中心地となった。
ハンドクラフツのギルドは、金属加工を得意とするものの、宝飾品やエナメル、銅、鉄の加工から家具調度品までを扱った。
何人かの芸術家や作家たちは、アーツ・アンド・クラフツの人たちが建てた中でも重要なドーバー邸（今では新ドーバー邸と呼ばれているもの）を建てたエッチング職人のF・L・グリッグスと共にこの地に居を定め、ノーマン・ジョーソンと共にカムデン・トラストをたちあげて、ドーバーの丘を開発から守ってきた。イギリスの田舎の暮らしの良さを賛美してきた地方作家のH・J・マシンガムは、この町の近郊に居住している。アシュビーの同僚だったアーナンダ・クマーラスワーミーというスリランカの哲学者で芸術家もブロード・カムデンに住んでいたことがある。ここは、アシュビーが、ノルマン時代の礼拝堂を自分が住むために改修したところである。

## ゆかりの著名人
- グレアム・グリーン  - 数多くの著作のあるイギリスの作家で、短編、評論も多いが、1931年から1933年、妻のビビアン（ビビアン・グリーン） [4]とこの町の「リトル・オーチャート」邸に住んだ。[5]
- アーネスト・ヘンリー・ウィルソンは、造園家で、この町の生まれである。
- パーシー・ホバートは、第二次世界大戦でイギリスの第79機甲師団（英語版）司令官、機甲師団の戦略家として活躍したが、この町の出身で、戦時中、国防市民軍（Home Guard）の指揮を採った。